# Major League Baseball 2007
Major League Baseball 2007 spelades mellan den 1 april och 28 oktober 2007 och vanns av Boston Red Sox efter finalseger mot Colorado Rockies med 4-0 i matcher, vilket innebar Boston Red Sox andra seger på fyra säsonger. Major League Baseball bestod säsongen 2007 av 30 lag uppdelade i två ligor, American League (14 lag) och National League (16 lag), där alla lag spelade 162 matcher vardera, med 81 matcher hemma och 81 matcher borta. Varje liga var uppdelade i tre divisioner, med fyra, fem eller sex lag i varje, där varje divisionsvinnare gick vidare till slutspel tillsammans med det i övrigt bästa laget i varje division (så kallat "wild card-lag").

## Tabeller
American League bestod av 14 lag, varav fem lag i East och Central Division och fyra lag i West Central Division, medan National League bestod av 16 lag, varav fem i East och West Division och sex lag i Central Division. Totalt 162 matcher spelades per lag, varav 81 lag hemma och 81 lag borta. Från American League gick Boston Red Sox, Cleveland Indians och Los Angeles Angels of Anaheim vidare till slutspel som divisionssegrare och New York Yankees vidare som wild card; från National League gick Philadelphia Phillies, Chicago Cubs och Arizona Diamondbacks vidare till slutspel som divisionssegrare och Colorado Rockies vidare som wild card. I National League hamnade Colorado Rockies och San Diego Padres på samma antal segrar efter säsongens slut. Därför spelades ett playoff för att avgöra vilket lag som skulle ta wild card-platsen i National League och därmed gå till slutspel. Colorado Rockies vann playoff-spelet med 9-8 och gick vidare till Division Series.
| East Division        | V  | F  | %    |
| -------------------- | -- | -- | ---- |
| Boston Red Sox       | 96 | 66 | .593 |
| New York Yankees     | 94 | 68 | .580 |
| Toronto Blue Jays    | 83 | 79 | .512 |
| Baltimore Orioles    | 69 | 93 | .426 |
| Tampa Bay Devil Rays | 66 | 96 | .407 |

| Central Division   | V  | F  | %    |
| ------------------ | -- | -- | ---- |
| Cleveland Indians  | 96 | 66 | .593 |
| Detroit Tigers     | 88 | 74 | .543 |
| Minnesota Twins    | 79 | 83 | .488 |
| Chicago White Sox  | 72 | 90 | .444 |
| Kansas City Royals | 69 | 93 | .426 |

| West Division                 | V  | F  | %    |
| ----------------------------- | -- | -- | ---- |
| Los Angeles Angels of Anaheim | 94 | 68 | .580 |
| Seattle Mariners              | 88 | 74 | .543 |
| Oakland Athletics             | 76 | 86 | .469 |
| Texas Rangers                 | 75 | 87 | .463 |

| East Division         | V  | F  | %    |
| --------------------- | -- | -- | ---- |
| Philadelphia Phillies | 89 | 73 | .549 |
| New York Mets         | 88 | 74 | .543 |
| Atlanta Braves        | 84 | 78 | .519 |
| Washington Nationals  | 73 | 89 | .451 |
| Florida Marlins       | 71 | 91 | .438 |

| Central Division    | V  | F  | %    |
| ------------------- | -- | -- | ---- |
| Chicago Cubs        | 85 | 77 | .525 |
| Milwaukee Brewers   | 83 | 79 | .512 |
| St. Louis Cardinals | 78 | 84 | .481 |
| Houston Astros      | 73 | 89 | .451 |
| Cincinnati Reds     | 72 | 90 | .444 |
| Pittsburgh Pirates  | 68 | 94 | .420 |

| West Division        | V  | F  | %    |
| -------------------- | -- | -- | ---- |
| Arizona Diamondbacks | 90 | 72 | .556 |
| Colorado Rockies     | 89 | 73 | .549 |
| San Diego Padres     | 89 | 73 | .549 |
| Los Angeles Dodgers  | 82 | 80 | .506 |
| San Francisco Giants | 71 | 91 | .438 |

## Slutspel
Slutspelet bestod av tre omgångar, Division Series (DS), League Championship Series (LCS) och World Series (WS). De två första omgångarna spelades inom varje liga, så lagen inom American respektive National League mötte varandra i DS och LCS, vilket innebar att en vinnare av American League och National League korades. Dessa två möttes i World Series, som även var finalen. Till slut vann Boston Red Sox American League och Colorado Rockies vann National League. World Series vanns av Boston Red Sox efter seger i World Series med 4-0 i matcher.

### Division Series
- Boston Red Sox – Los Angeles Angels of Anaheim 3–0 i matcher
  - 4–0; 6–3; 9–1
- New York Yankees – Cleveland Indians 1–3 i matcher
  - 3–12; 1–2; 8–4; 4–6
- Chicago Cubs – Arizona Diamondbacks 0–3 i matcher
  - 1–3; 4–8; 1–5
- Colorado Rockies – Philadelphia Phillies 3–0 i matcher
  - 4–2; 10–5; 2–1

### League Championship Series
- Cleveland Indians – Boston Red Sox 3–4 i matcher
  - 3–10; 13–6; 4–2; 7–3; 1–7; 2–12; 2–11
- Colorado Rockies – Arizona Diamondbacks 4–0 i matcher
  - 5–1; 3–2; 4–1; 6–4

### World Series
- Colorado Rockies – Boston Red Sox 0–4 i matcher
  - 1–13; 1–2; 5–10; 3–4

## Källa
Den här artikeln är helt eller delvis baserad på material från engelskspråkiga Wikipedia.